# Добра-Воля (Груєцький повіт)
Добра-Воля (пол. Dobra Wola) — село в Польщі, у гміні Ясенець Груєцького повіту Мазовецького воєводства.
Населення — 40 осіб (2011).
У 1975-1998 роках село належало до Радомського воєводства.

## Демографія
Демографічна структура станом на 31 березня 2011 року:
|          | Загалом | Допрацездатний вік | Працездатний вік | Постпрацездатний вік |
| -------- | ------- | ------------------ | ---------------- | -------------------- |
| Чоловіки | 20      | 10                 | 9                | 1                    |
| Жінки    | 20      | 3                  | 12               | 5                    |
| Разом    | 40      | 13                 | 21               | 6                    |